# C/2015 W1 (Gibbs)
C/2015 W1 (Gibbs) — одна з довгоперіодичних параболічних комет. Ця комета була відкрита 18 листопада 2015 року; блиск на час відкриття: ~19m. Комета відкрита за допомогою 0.68 м телескопа системи Шмідта + ПЗЗ.